# Vignoble de Virginie
Le vignoble de Virginie produit des vins élaborés principalement à partir de raisins cultivés dans le Commonwealth, en Virginie. Le vin est produit dans la région depuis les débuts de la colonisation européenne au XVIIe siècle. La Virginie a des étés chauds et humides qui peuvent représenter un défi pour la viticulture, et ce n’est que depuis vingt ans que l’industrie a développé son statut de nouveauté.
En tonnage, les variétés de Vitis vinifera représentent 75 % de la production totale. Les variétés hybrides françaises représentent près de 20 % de la production totale de raisin de cuve dans le Commonwealth, tandis que les variétés américaines ne représentent qu'environ 5 % de la production totale. À partir de 2012, les 5 principaux cépages produits sont le chardonnay, le cabernet franc, le merlot, le vidal blanc et le viognier.
En 2016, le Commonwealth compte environ 1 100 hectares de vignes plantées, avec une récolte totale de plus de 6 500 tonnes. Le Commonwealth se classe au cinquième rang des nations au regard de la superficie de production et de la production de raisin. Les comtés du centre et du nord de la Virginie, en particulier ceux situés juste à l'est des Blue Ridge Mountains, représentent la grande majorité de la production du Commonwealth.

## Histoire
La Virginie a une histoire viticole qui remonte à l'ère coloniale. En 1619, lors de la réunion de la première assemblée représentative de l'Amérique anglaise, les bourgeois se trouvant dans l'église de Jamestown votent l'« Acte 12 », qui oblige les colons de Virginie à planter des vignes.
Vers 1807, Thomas Jefferson, considéré comme l'un des plus grands mécènes du vin aux États-Unis, établi deux vignobles dans sa propriété du sud. Son objectif de faire du vin dans son domaine de Virginia Monticello est contrecarré par la culture infructueuse des cépages européens classiques, en raison de son incapacité à lutter contre la pourriture noire et par le phylloxéra, un puceron racinaire vecteur de maladie,.

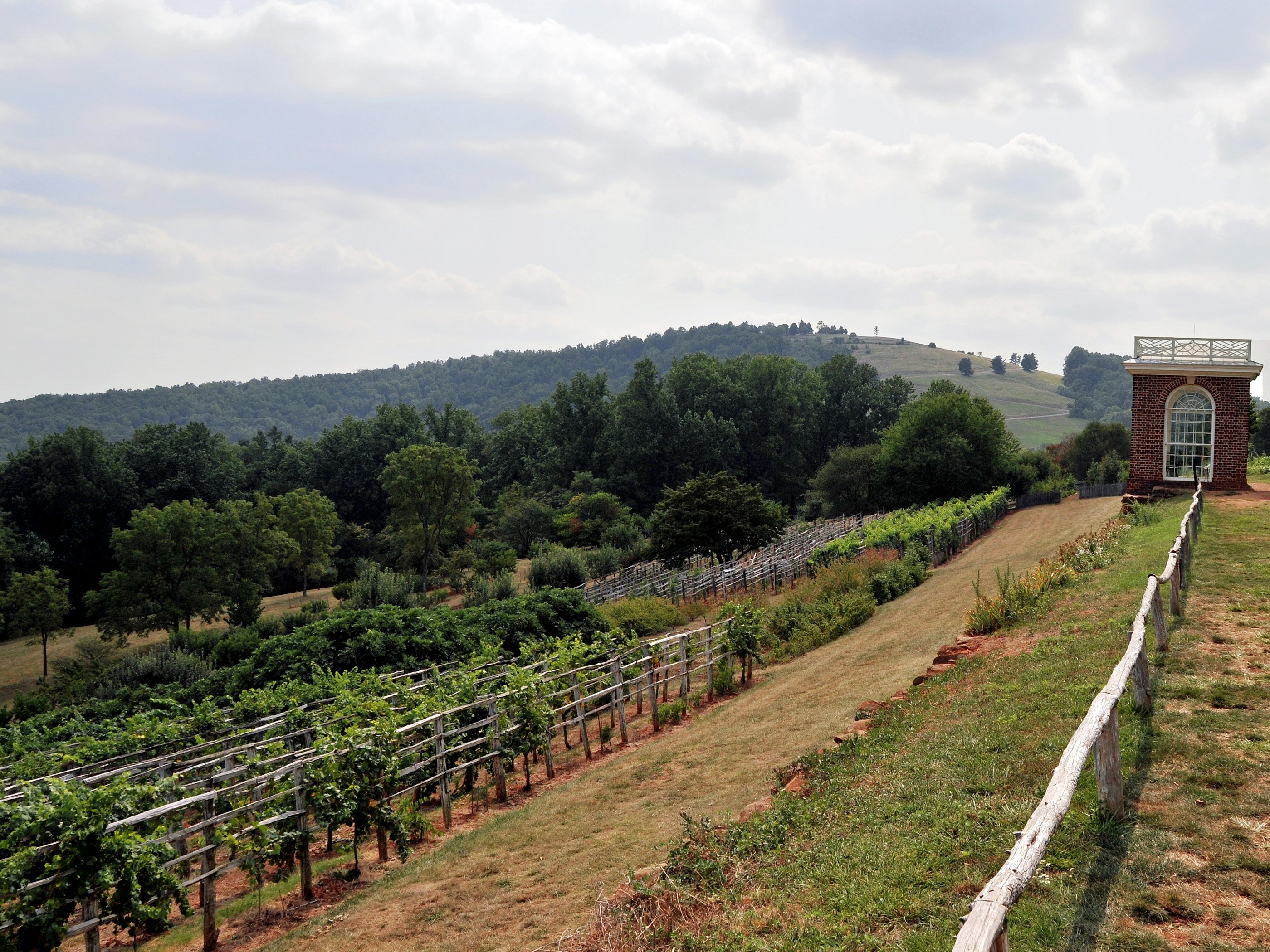
Le vignoble de la maison de Thomas Jefferson à Monticello n’a pas produit de vin avant la fin du 20e siècle.

Au début des années 1900, la Monticello Wine Company de Charlottesville et son vin Virginia Claret est si bien considérée que la ville se déclare être la « capitale de la ceinture viticole en Virginie »,.
La renaissance est due en partie à l’investissement de la famille italienne Zonin, dans un nouveau vignoble à Barboursville en 1976. Les vignobles de Barboursville ont servi de catalyseur dans les années 1970, aux côtés des vignobles désormais disparus d'Oakencroft. Au cours des années 1980 et 1990, de nombreux autres vignobles et établissements vinicoles ont rejoint le groupe. En 2009, plus de 163 établissements vinicoles étaient en activité en Virginie. En 2012, il y avait plus de 230 établissements vinicoles en activité en Virginie. La quasi-totalité d'entre eux sont de petits vignobles et établissements vinicoles, appartenant à une famille, et seuls les plus grands ont développé des réseaux de distribution. En conséquence, les établissements vinicoles dépendent de l'œnotourisme et de la vente directe pour la majeure partie de leurs recettes. Pour se faire connaitre auprès des visiteurs, ils organisent souvent des événements spéciaux avec de la musique, de la restauration et d'autres activités. Un vignoble du comté de Floyd a étendu ses activités en cinq ans, grâce à un contrat d'exportation de ses vins vers la Chine. Le Château Morrisette, avec l'aide du bureau du gouverneur Bob McDonnell, exporte son merlot en Chine et prévoit d'y vendre d'autres vins ultérieurement.

## Industrie du vin
Un nombre croissant d'organisations à but non lucratif et à but lucratif sont créées depuis les années 1980, pour promouvoir le vin de Virginie. Les associations les plus connues sont la Virginia Vineyards Association (VVA) et la Virginia Wineries Association (VWA). L’État de Virginie joue un rôle actif dans la promotion de l’industrie viti-vinicole, allant même jusqu’à gérer une société de distribution à l’échelle de l’état pour les établissements vinicoles de la Virginie, appelée Virginia Winery Distribution Company (VWDC), créée par le département de l’agriculture de la Virginie et du service aux consommateurs. La VWDC a pour objectif de fournir des services de distribution de vin en vrac pour les établissements vinicoles de Virginie, dont beaucoup sont trop petits pour le gérer eux-mêmes.
Le nombre de vignobles et d'établissements vinicoles en Virginie augmente chaque année. En 2019, il y avait plus de 250 vignobles et établissements vinicoles enregistrés dans l'État.